# Parafia Narodzenia Najświętszej Maryi Panny w Krużlowej Wyżnej
Parafia Narodzenia Najświętszej Maryi Panny w Krużlowej Wyżnej – parafia rzymskokatolicka, znajdująca się w diecezji tarnowskiej, w dekanacie Grybów

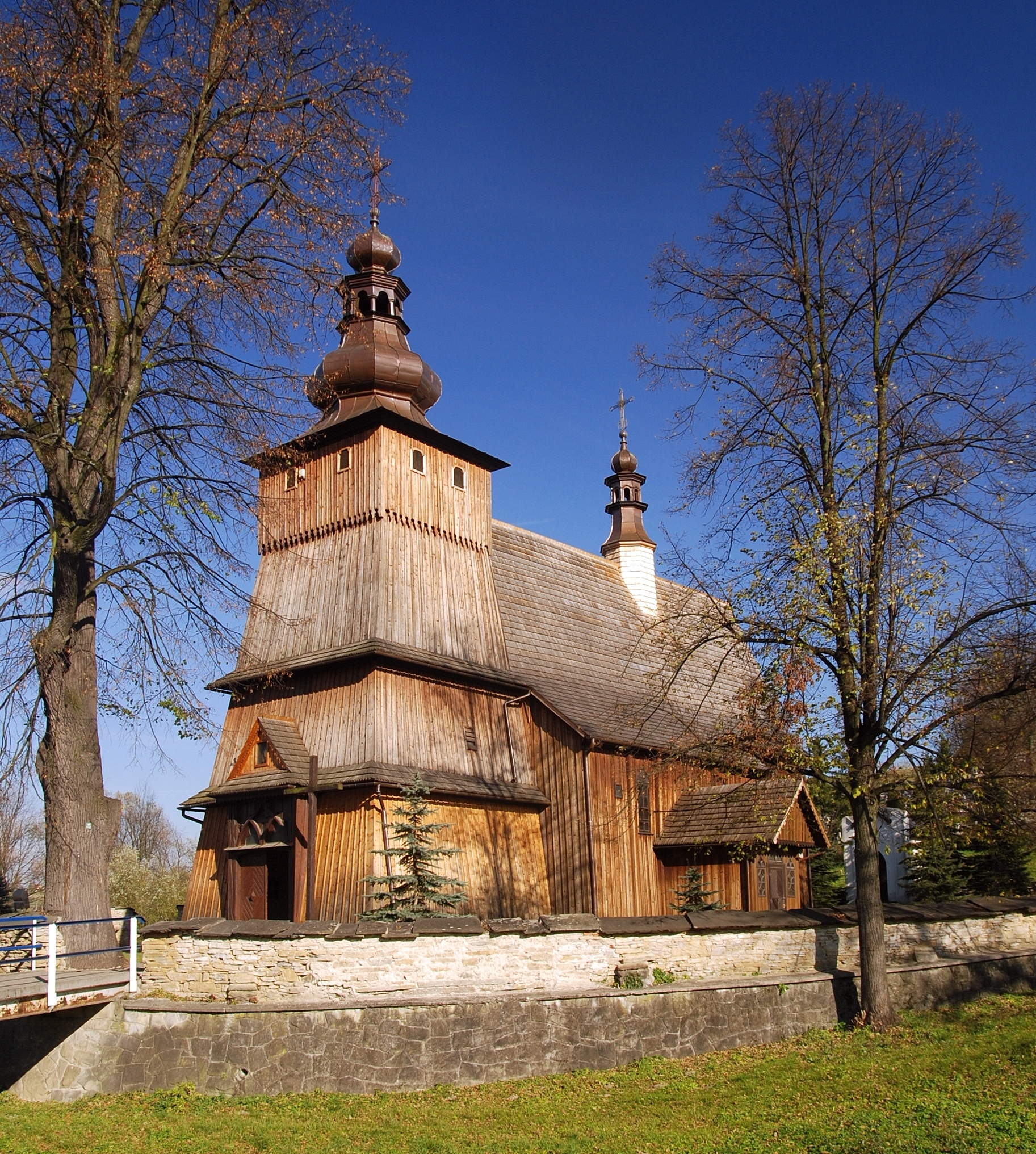
Zabytkowy kościół pomocniczy Narodzenia NMP
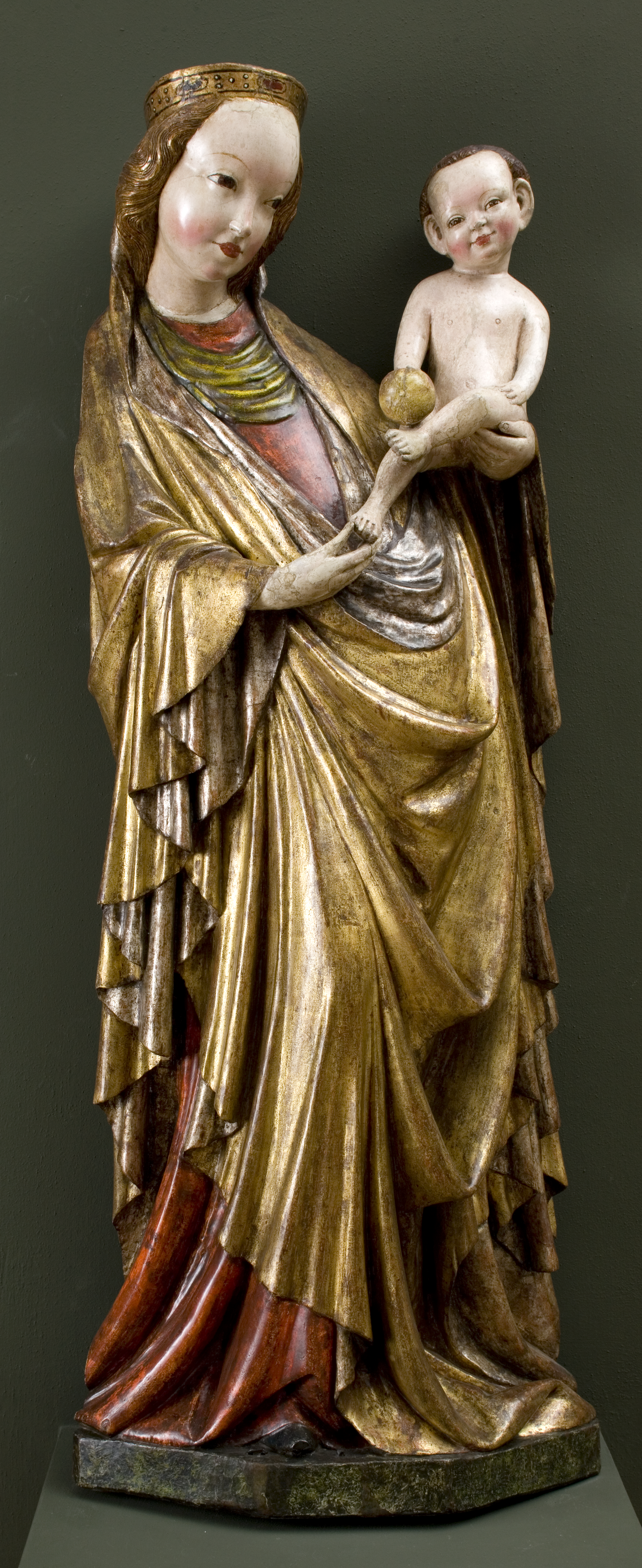
Madonna z Krużlowej

## O parafii
Data powołania parafii jest nieznana. W spisach świętopietrza z roku 1335 w dekanacie sądeckim parafia jest wzmiankowana po raz pierwszy. Parafia kolejno należała: w 1335 r. do dekanatu sądeckiego, w 1373 r. do dekanatu Siedliska, następnie powróciła do dekanatu sądeckiego w latach 1470-80, w 1529 i 1596 do dekanatu Bobowa. Obecnie należy do diecezji tarnowskiej w dekanacie grybowskim. W 1520 r. Jan Pieniążek ufundował w parafii kościół pod wezwaniem Narodzenia NMP.
W Liber beneficiorum Jan Długosz zanotował, że w latach 1470-80 biskupowi krakowskiemu płacono z łanów kmiecych w Krużlowej i Starej Wsi dziesięcinę snopową i konopną, zaś miejscowemu plebanowi dziesięcinę snopową z folwarku.
Prawdopodobnie ok. XIV i XV w., (przed 1448), w krużlowskiej parafii istniało bractwo księży zwane San(cti) Spiritus Decanatus Boboviensis Presbiterorum (Kapłani dekanatu bobowskiego św. Ducha) lub Fraternitas Plebanorum circa fluvium Biala consistentium (Bractwo Plebanów znad rzeki Biała). Zezwolenie miał wydać bp Filip Padniewski (biskup krakowski), za jego zgodą bractwo posiadało swój skarbiec.
Obecnie do parafii należą: Krużlowa Wyżna, Krużlowa Niżna i Stara Wieś. Na terenie parafii znajdują się trzy świątynie: kościół parafialny - sanktuarium Przemienienia Pańskiego, kościół filialny (zabytkowy) pw. Narodzenia NMP oraz kaplica dojazdowa Chrystusa Dobrego Pasterza w Starej Wsi.
W parafii znajduje się obraz Pana Jezusa Przemienionego otoczony szczególnym kultem religijnym i uważany za cudowny wśród wiernych Kościoła rzymskokatolickiego. Czczona jest w parafii również gotycka figura Pięknej Madonny Krużlowskiej. Obecny kościół parafialny wzniesiony w latach 1987 - 2000 to sanktuarium Chrystusa Przemienionego. Kult do krużlowskiego wizerunku Chrystusa i rzeźby Madonny uwidacznia się szczególnie podczas cotygodniowych nowenn do Matki Bożej (w środy) oraz do Przemienienie Pańskiego (w czwartki). Najwięcej osób przybywa tutaj na nabożeństwa fatimskie (od 2008) oraz na wielki tygodniowy odpust ok. 6 sierpnia. Rocznie odwiedza to sanktuarium ok. 50 tys. osób.

## Proboszczowie
Proboszczowie i plebanowie krużlowskiej parafii:
- Jan z Jasła - 1522-29
- Więcesław z Sącza - administrator 1529 (pleban z Lipnicy Murowanej)
- ks. Benedictus Scibor - 1535-71 (w starym kościele znajduje się jego malowane na desce epitafium)
- ks. Adam Wula
- ks. Andrzej Luboszowski
- ks. Albertus Jacobi de Rzeczyca - 1608 r.
- ks. Franciszek z Gawron Gawroński - 1715 r.
- ks. Gajowski
- ks. Marcin Czyżowski - 1754-80
- ks. Saturnin Kolarski -1789 r.
- ks. Walenty Janikowski - 1790 r.
- ks. Wincenty Szymański - proboszcz od 1796
- ks. Jan Tokarski - komandytariusz - 1799
- ks. Jacek Sylwester Świerczewski - 1800-16
- ks. Andrzej Kargalski - administrator
- ks. Antoni Gliński od 1818 roku
- ks. Jakub Bobek - administrator od 1825 r., proboszcz 1830-68
- ks. Dionizy Waszuta od 1869 r.
- ks. Wincenty Grodzicki - komandytariusz od 1869 r., proboszcz 1877-98, pochowany w Krużlowej Wyżnej
- ks. Władysław Szymanek (ur. 1865, zm. 1932) – 1898-1932, pochowany w Krużlowej Wyżnej
- ks. Franciszek Janik - 1932 - 66, pochowany w Krużlowej Wyżnej
- ks. Roman Wanatowicz - 1966 - 85, pochowany na miejscowym cmentarzu
- ks. Kazimierz Stępień - 1985 - 2005, pochowany na tutejszym cmentarzu.
- ks. Marek Szewczyk - 2005 - nadal